# Cantonul Saint-Vivien-de-Médoc
Cantonul Saint-Vivien-de-Médoc este un canton din arondismentul Lesparre-Médoc, departamentul Gironde, regiunea Aquitania, Franța.

## Comune
- Grayan-et-l'Hôpital
- Jau-Dignac-et-Loirac
- Saint-Vivien-de-Médoc (reședință)
- Soulac-sur-Mer
- Talais
- Vensac
- Le Verdon-sur-Mer